# 大阪労働衛生センター第一病院
大阪労働衛生センター第一病院（おおさかろうどうえいせいセンターだいいちびょういん）は、公益財団法人大阪労働衛生センターが大阪府大阪市西淀川区御幣島に設置する病院である。

## 沿革
(この節の出典)
- 1946年7月9日：「民主診療所」として創立
- 1950年12月：「財団法人　第一病院」（30床）となる。
- 1958年8月：総合病院となる
- 1961年11月：161床となる。
- 1968年11月：救急病院の指定を受ける。210床となる。
- 1969年11月：健康管理部開設
- 1971年7月：「財団法人大阪労働衛生センター第一病院」と改名
- 1972年1月：人工透析室開設
- 1972年11月：261床となる。
- 1990年4月：健康管理部を全面改装
- 1995年1月：高速ヘリカルCTを導入
- 1996年5月：MRI（1.0テラス）を導入
- 1998年5月：デジタル血管撮影装置（DSA）を導入
- 1999年12月：一般病床数261床を216床へ減床
- 2000年4月：療養型病床開設　一般病床164床、療養病床95床となる。
- 2001年4月：院外調剤開始
- 2003年8月：4F病棟を一般病棟から、療養病棟に改装。一般病床118床、療養病床95床となる
- 2007年2月：介護病床16床を療養病床に転換
- 2007年8月：一般病棟が15対1入院基本料60床と58床の障害者施設等入院基本料となる。
- 2008年4月：特定健診と保健指導を開始
- 2010年1月：マルチスライスCTを入れ替え
- 2012年1月：病院全面建替えの基本設計まとまる
- 2013年4月：公益財団法人の認定をうける
- 2013年7月：Ⅰ期棟完成
- 2014年7月：Ⅱ期棟完成
- 2014年11月：新病院竣工

## 診療科
(この節の出典)
- 内科
- 消化器内科
- 心療内科
- 神経内科
- 整形外科
- 外科
- 皮膚科
- 眼科
- リハビリテーション科

## 許可指定事項等
(この節の出典)
- 保険医療機関
- 労災保険指定病院
- 生活保護法指定病院（中国残留邦人等の円滑な帰国の促進並びに永住帰国した中国残留邦人等及び特定配偶者の自立の支援に関する法律（平成六年法律第三十号）に基づく指定医療機関を含む。）
- 指定自立支援病院（更生医療）
- 指定自立支援医療機関（精神通院医療）
- 結核指定病院
- 原子爆弾被害者医療指定病院
- 原子爆弾被害者一般疾病医療取扱病院
- 特定疾患治療研究事業委託医療機関
- 身体障害者福祉法指定医の配置されている医療機関
- 公害医療機関

## 交通アクセス
- JR東西線「御幣島駅」より北へ徒歩10分
- JR神戸線「塚本駅」西口より送迎バスを運行している。